# Micronaclia severina
Micronaclia severina là một loài bướm đêm thuộc phân họ Arctiinae, họ Erebidae.